# عصفور البحر الداكن
عصفور البحر الداكن ( Ammospiza maritima nigrescens )هو نوع فرعي غير مهاجر من عصفور البحر، ويتواجد في فلوريدا في المستنقعات المالحة الطبيعية تحديدًا في جزيرة ميريت وعلى طول نهر سانت جونز. توفي آخر فرد معروف على جزيرة ديسكفري في عالم والت ديزني في عام 1987،  وتم الإعلان رسميًا عن انقراض النوع الفرعي في ديسمبر 1990.

## الأصل
تم تصنيف عصفور البحر الداكن لأول مرة كنوع فرعي في عام 1873، بعد اكتشافه في 17 مارس 1872، من قبل تشارلز جونسون ماينارد.  تميز بلونه الداكن  واصواته المميزة،   والتي يصدرها من خلال طنين على خلاف النقرات المنفصلة التي يصدرها طائر البحر، وقد وصفها عالم الطيور ويليام بوست بأنها "تشبه الحشرات"، :97 تميزه كنوع فرعي من عصافير البحر الأخرى. تم العثور على عصفور البحر الداكن في مستنقعات ساحل فلوريدا الأطلسي على جزيرة ميريت ونهر سانت جونز العلوي، وكان معزولًا جغرافيًا عن عصافير البحر الأخرى. تم تصنيفه كنوع فرعي في عام 1873. على الرغم من أن الحمض النووي للميتوكوندريا الخاص بعصافير البحر الداكنة هو نفسه الحمض النووي للميتوكوندريا الخاص بمجموعات العصافير البحر الأخرى، فإن اختبار الحمض النووي في حد ذاته لا ينفي استحقاق تصنيفه كنوع فرعي .  في عام 1981، لم يتبقى سوى خمسة عصافير البحر الداكن، وكانت جميعها ذكور. بُذلت الكثير من الجهود للحفاظ على هذا النوع من خلال محاولة تربية العصافير الداكنة المتبقية مع عصافير سكوت الساحلية من أجل إنشاء ذرية هجينة نصف داكنة اللون. "لسوء الحظ، على الرغم من أن هيئة الأسماك والحياة البرية دعمت برنامج التهجين في البداية، إلا أنها سحبت دعمها بسبب سياسة التهجين التي تنتهجها وزارة الداخلية". على الرغم من إمكانية تهجين العصافير الداكنة مع عصافير أخرى على الشاطئ، فلن يكون هناك عصفور داكن نقي آخر على الشاطئ مرة أخرى بسبب ان الطيور المتبقية هي ذكور فقط.

## تباعد الفصائل
وبناءً على المقارنات بين الحمض النووي للميتوكوندريا لعصفور البحر الغامق وقريبه المقرب عصفور البحر سكوت، تمكن جون أفيس وويليام نيلسون من تقدير آخر مرة كان فيها العصفور الغامق وعصفور البحر على اتصال. وبما أنه ثبت أن العصفور الداكن كان يتواجد في منطقة مأهولة صغيرة جدًا، فقد كان معزولًا عن العصافير الأخرى لفترة طويلة جدًا. بافتراض أن الحمض النووي للميتوكوندريا في العصافير يتطور بالمعدل المقدر للثدييات والطيور الأخرى (حوالي 2-4٪ كل مليون سنة)، فإن آخر مرة كان فيها العصفور الداكن على اتصال بعصفور سكوت البحري كانت منذ حوالي 250.000-500.000 سنة، مما يمنح عصفور البحر الداكن متسعًا من الوقت لتكون اختلافات بينه وبين الأنواع الأخرى، مثل ريشه الفريد وصوته.
- Avise، J. C.؛ Nelson، W. S. (1989). "Molecular Genetic Relationships of the Extinct Dusky Seaside Sparrow". Science. ج. 243 ع. 4891: 646–8. Bibcode:1989Sci...243..646A. DOI:10.1126/science.243.4891.646. PMID:17834232. S2CID:46211230.
- Hill، Kevin (1992). "The Endangered Species Act: What Do We Mean by Species?". Boston College Environmental Affairs Law Review. ج. 20 ع. 2: 239–264. مؤرشف من الأصل في 2024-05-23.
- Walters، Mark Jerome (1992). A Shadow and a Song: The Struggle to Save Endangered Species. Post Mills، فيرمونت: Chelsea Green Publishing Co. ISBN:9780930031589.

- مجتمع شهود الأرض - عصفور البحر الغامق
- تاريخ محمية الحياة البرية الوطنية في جزيرة ميريت
- أصوات الطيور في فلوريدا —تحتوي على صوت عصفور البحر الداكن والطيور الأخرى في فلوريدا.